# Petre Moldoveanu
Petre Moldoveanu (né le 24 juin 1925 à Bucarest et mort le 30 novembre 2005) est un footballeur roumain reconverti en entraîneur. Il évoluait au poste d'attaquant.

## Biographie

### Carrière de joueur
Petre Moldoveanu joue en faveur du Sportul Studențesc, du Steaua Bucarest et du Progresul Bucarest. Il remporte trois titres de champion de Roumanie consécutifs avec le Steaua.
Il reçoit cinq sélections en équipe de Roumanie entre 1949 et 1952, sans inscrire de but.
Il joue son premier match en équipe de Roumanie le 29 novembre 1949, en amical contre l'Albanie (victoire 1-4 à Tirana). Il reçoit sa dernière sélection en équipe nationale le 25 mai 1952, contre la Pologne en amical (victoire 1-0 à Bucarest).
Son bilan en équipe de Roumanie s'élève à trois victoires et deux nuls.

## Palmarès

### Joueur
| Steaua Bucarest - Championnat de Roumanie - Champion en 1951, 1952 et 1953 - Vice-champion en 1954 - Coupe de Roumanie - Vainqueur en 1949, 1950, 1951 et 1952 - Finaliste en 1953 | Progresul Bucarest - Championnat de Roumanie de D2 - Vice-champion en 1956 - Coupe de Roumanie - Finaliste en 1958 |

| Hafia Conakry - Championnat de Guinée - Champion en 1975, 1976 et 1977 - Ligue des champions de la CAF - Vainqueur en 1975 - Finaliste en 1976 Universitatea Cluj - Championnat de Roumanie de D2 - Champion en 1979 Progresul Bucarest - Championnat de Roumanie de D2 - Champion en 1980 |  |  | \| Équipe de Guinée - Coupe d'Afrique des nations - Finaliste en 1976 \| |
| Équipe de Guinée - Coupe d'Afrique des nations - Finaliste en 1976 |  |  |                                                                          |